# Verbands-Sparkasse Wesel
Die Verbands-Sparkasse Wesel war eine öffentlich-rechtliche Sparkasse mit Sitz in Wesel am Niederrhein in Nordrhein-Westfalen. Ihr Geschäftsgebiet erstreckte sich über die Städte Wesel und Hamminkeln sowie die Gemeinde Schermbeck – alle im Kreis Wesel.

## Organisationsstruktur
Die Verbands-Sparkasse Wesel war eine Anstalt des öffentlichen Rechts. Rechtsgrundlagen waren das Sparkassengesetz für Nordrhein-Westfalen und die durch den Verwaltungsrat der Sparkasse erlassene Satzung. Organe der Sparkasse waren der Vorstand, der Verwaltungsrat und der Kreditausschuss.

## Geschäftsausrichtung
Die Verbands-Sparkasse Wesel betrieb als Sparkasse das Universalbankgeschäft. Sie ist Marktführer in ihrem Geschäftsgebiet.   
Neben dem Vertrieb von Krediten und Geldanlagen gehörte die Vermittlung von Versicherungs- und Bausparverträgen sowie der Vertrieb von Investmentfonds zu ihrem Kerngeschäft. Im Verbundgeschäft arbeitete die Verbands-Sparkasse Wesel unter anderem mit der westdeutschen Landesbausparkasse (LBS), der Provinzial Rheinland Versicherung, der DekaBank und der Deutschen Leasing AG zusammen. Im Versicherungs-Geschäft wurden durch das Versicherungs-Center als freie Agentur auch ausgewählte Produkte der VHV-Versicherung, der Generali-Versicherung, der Axeria, der Alten Oldenburger und Neue Leben Versicherung angeboten.

## Geschichte
Die damalige Verbands-Sparkasse Wesel wurde im Jahr 1827 als Städtische Sparkasse zu Wesel gegründet. Zum 1. Januar 2016 fusionierte sie mit der ehemaligen Sparkasse Dinslaken-Voerde-Hünxe und heißt nun Niederrheinische Sparkasse RheinLippe.

## Spenden und Sponsoring
Die Verbands-Sparkasse förderte verschiedene gemeinnützige Vereine und Institutionen in ihrem Geschäftsgebiet finanziell.
Zum 150-jährigen Bestehen der Verbands-Sparkasse wurde im Jahre 1977 die "Jubiläumsstiftung der Verbands-Sparkasse Wesel" gegründet. Zweck der Jubiläumsstiftung ist die Förderung der Heimatpflege, Heimatkunde, der heimischen Kunst und des Sports sowie die Förderung jugendpflegerischer und sozialer Aufgaben und Einrichtungen im Geschäftsgebiet der Verbands-Sparkasse. 

## Aktuelles
Die Verbands-Sparkasse Wesel hat zum 1. Januar 2016 mit der ehemaligen Sparkasse Dinslaken-Voerde-Hünxe fusioniert. 
Das Vermögen der Sparkasse Dinslaken-Voerde-Hünxe ist im Wege der Gesamtrechtsnachfolge als Ganzes auf die Verbands-Sparkasse Wesel übergegangen. Die Verbands-Sparkasse Wesel hat den Namen in Niederrheinische Sparkasse RheinLippe geändert.